# Euchrysops samoa
Euchrysops samoa är en fjärilsart som beskrevs av Herrich-Schäffer 1869. Euchrysops samoa ingår i släktet Euchrysops och familjen juvelvingar. Inga underarter finns listade i Catalogue of Life.